# 渚のファンタシィ
「渚のファンタシィ」（なぎさのファンタシィ）は、酒井法子の2枚目のシングル。1987年5月21日にビクター音楽産業より発売された。

## 解説
- 酒井自身、週間オリコンチャート上においては、デビュー・シングルの「男のコになりたい」（最高6位）を上回り、最高第4位まで上昇した（売上記録は6.0万枚）[1]。登場週数は6週[2]。
- TBS系生放送音楽番組『ザ・ベストテン』では、1987年6月4日放送時に、第7位で初ランクイン。一週間後の6月11日放映時には、酒井自身当番組で最高となる第3位に上昇した（だが翌週の6月18日になると、第15位まで急下降した）。

## 収録曲
1. 渚のファンタシィ
  - 作詞：竹花いち子 / 作曲：タケカワユキヒデ / 編曲：新川博
2. 月夜でドキッ!
  - 作詞：篠原仁志 作曲：鈴木キサブロー 編曲：萩田光雄

## 収録アルバム
- ファンタジア (Fantasia) / NORIKO Part I
- Singles 〜NORIKO BEST〜
- TWIN BEST
- CDファイル Vol.1
- Asia 2000〜Words Of Love〜
- The Best Exhibition　酒井法子30thアニバーサリーベストアルバム
- GOLDEN☆BEST 酒井法子
- NORIKO BOX 30th Anniversary Mammoth Edition
- Premium Best